# Seznam biskupů z Agde
Toto je seznam biskupů z Agde:
- sv. Venuste cca 405
- Beticus cca 450?
- Sophrone 506
- Leo 541
- Fronime cca 569 cca 585
- Tigride 589
- Georg 653
- Wilesinde 673
- Prime 683
- Just 788, 791
- Dagobert I. (Dagbert, Agbert) 848–872
- Boson 885–897
- Gerard I. 899–922
- Stephan I. 922
- Dagobert II. 937–948
- Bernhard I. 949
- Salomon I. 954–957
- Bernhard II. 958
- Ameil 971
- Salomon II. 972–976
- Armand (Arnaud) 982
- Stephan II. 990–1034
- Wilhelm I. 1043
- Gontier 1050–1064
- Bérenger 1068–1098
- Bernard Déodat 1098–1122
- Adelbert 1123–1129
- Raimond de Montredon 1130–1142 (poté biskup z Arles)
- Ermengaud 1142–1149
- Bérenger II. 1149–1152
- Pons 1152–1153
- Adhémar 1153–1162
- Wilhelm II. 1165–1173
- Pierre Raimond 1173–1191 nebo 1192
- Raimond de Montpellier 1192–1213
- Pierre Poulverel (Pulverel) 1214
- Thédise 1215–1233
- Bertrand de Saint-Just 1233–1241
- Chrétien 1242
- Pierre Raimond de Fabre (Fabri) 1243–1270 nebo 1271
- Pierre Bérenger de Montbrun 1271–1296
- Raimond du Puy 1296–1327 nebo 1331
- Bernard Géraud (de Girard) 1332–1337
- Guillaume Hunaud de Lanta 1337–1341 nebo 1342
- Pierre de Bérail de Cessac 1342–1353 nebo 1354
- Armand (Arnaud) Aubert 1354 (také biskup z Carcassonne)
- Sicard D`Ambres de Lautrec 1354–1371 (poté biskup z Béziers)
- Hugues de Montruc 1371–1408
- Guy de Malesec 1409–1411
- Philippe de Levis de Florensac 1411–1425 (poté arcibiskup z Auch)
- Bérenger Guilhot 1425–1426 (poté arcibiskup z Auch)
- Jean Teste 1426–1435 nebo 1436
- Renaud de Chartres 1436–1439 (také remešský arcibiskup)
- Guillaume Charrier 1439–1440
- Jean de Montmorin 1440–1448
- Étienne de Roupt de Cambrai 1448–1460 nebo 1462
- Charles de Beaumont 1462–1470 nebo 1476
- Jacques Minutoli 1476–1490
- Nicolas Fieschi 1490–1494 (poté biskup z Fréjus)
- Jean de Vesc 1494–1525
- Jean-Antoine de Vesc 1525–1530 (poté biskup z Valence)
- François Guillaume de Castelnau de Clermont-Lodève 1530–1540
- Claude de La Guiche 1541 nebo 1540–1546 (poté biskup z Mirepoix)
- Gilles Bohier 1546 nebo 1547–1561
- Aimery de Saint-Sévérin 1561–1578
- Pierre de Conques
- Bernard du Puy 1578 nebo 1583–1601 nebo 1611
- Louis-Emmanuel de Valois 1612–1622
- Balthazar de Budos de Portes 1622–1629
- Fulcran de Barrès 1629–1643
- Jean Dolce 13. června 1643 až 26. června 1643
- François Fouquet 1643–1656 (pak arcibiskup z Narbonne)
- Louis Fouquet 1656 nebo 1657–1702
- Philibert-Charles de Pas de Feuquières 1702–1726
- Claude Louis de La Châtre 1726–1740
- Joseph-François de Cadente de Charleval 1740–1758 nebo 1759
- Charles-François-Siméon de Vermandois de Saint-Simon de Rouvroy de Sandricourt 1759–1794